# Pseudoeurydesmus herteli
Pseudoeurydesmus herteli är en mångfotingart som beskrevs av Christoph D. Schubart 1954. Pseudoeurydesmus herteli ingår i släktet Pseudoeurydesmus och familjen Chelodesmidae. Inga underarter finns listade i Catalogue of Life.